# وست کوکر
وست کوکر (به انگلیسی: West Coker) یک روستا و محله مدنی در بریتانیا است که در سامرست جنوبی واقع شده‌است. وست کوکر ۲٬۸۲۸ نفر جمعیت دارد.